# Berga, Lysekils kommun
Berga är en bebyggelse vid stranden av Trälebergs kile i Lyse socken i Lysekils kommun. Från 2023 avgränsar SCB här en småort.